# Drömkåkar utomlands
Drömkåkar utomlands är en svensk realityserie som hade premiär den 10 januari 2024 på TV4 Play och TV4. Programledare för serien är Maria Forsblom.

## Handling
I programmet följs under två års tid svenskar som renoverar husen de drömt om. Under resans gång stöter de på problem med myndigheter, relationer och kulturkrockar. De länder som besöks är Italien, Portugal, Tunisien, Österrike och Spanien.

## Medverkande
- Maria Forsblom – programledare
- Cleo – deltagare
- Andrea och Johan - Villa M Piemonte Instagram
- Calle och Ullis - The Lodge - Bad Gastein Instagram
- Måns - Österlens surfcenter Algarve - Instagram
- Du Rietz - Mallorca - Instagram